# Alytidae
Alytidae је фамилија жаба које насељавају Европу, Северну Африку и Блиски исток. Задржавају многе примитивне карактеристике. Донедавно су заједно са фамилијом Bombinatoridae биле у истој фамилији. То су жабе мале до средње величине, дужине 30-70 мм. Језик им је дискоидалног облика по чему су добили име. Живе у рупама које копају главом и из којих излазе ноћу у потрази за пленом. Женке неких врста производе звуке као реакцију на дозивање мужјака. Распрострањене су по западној Европи и северној Африци.
По неким ауторима ова фамилија обухвата, два рода, Discoglossus и Alytes, док се по другима род Alytes, са врстама које му припадају, издваја у засебну фамилију жабе примаље Alytidae. Код рода Discoglossus парење се догађа у води, док је код Alytes на земљи и мужјаци овог рода после оплођења јаја носе неко време на леђима. Када треба да се из њих излегу ларве (пуноглавци), мужјаци улазе у воду. У води се пуноглавци хране и ту се одвија њихова метаморфоза.
О статусу очувања ове фамилије жаба се мало зна, али је опште мишљење да су осетљиве на промене у свом окружењу.